# بيتر سفوبودا (منافس ألعاب قوى)
بيتر سفوبودا (بالتشيكية: Petr Svoboda)‏ هو منافس ألعاب قوى تشيكي، ولد في 10 أكتوبر 1984 في تربيتش في التشيك.

## وصلات خارجية
- بيتر سفوبودا على موقع الاتحاد الدولي لألعاب القوى (الإنجليزية)
- بيتر سفوبودا على موقع الدوري الماسي (الإنجليزية)
- بيتر سفوبودا على موقع أوليمبيديا (الإنجليزية)
- بيتر سفوبودا على موقع اللجنة الأولمبية التشيكية (التشيكية)